# 1983年のオールスターゲーム (日本プロ野球)
1983年のオールスターゲームは、1983年7月に行われた日本プロ野球のオールスターゲーム。

## 概要
前年、日本一を達成した西武ライオンズの広岡達朗監督が全パ（オールパシフィック・リーグ）を率い、セ・リーグを制した中日ドラゴンズの近藤貞雄監督が全セ（オールセントラル・リーグ）の指揮を執ったオールスターゲーム。パ・リーグ側の要望で初めて指名打者制度を導入した。ただし、全セは全試合で投手を打順に組み込んだ。
第1戦は怪我からの復帰の門田博光が指名打者として登場し2本塁打を打ち、全パが先勝した。続く第2戦は浪商時代、バッテリーを組んだ全セ・牛島和彦（中日）対全パ・香川伸行（南海）が実現した。試合そのものは全パが4対3の1点差で勝利した。因みに第1戦の勝利投手が兄の松沼博久、第2戦が弟の松沼雅之。つまり兄弟勝利投手リレーも実現した。第3戦、ロッテの主砲・落合博満の2本塁打3打点が効き、全パが負けなしの3連勝。全試合、江夏豊（日本ハム）が抑え登板し、2Sを挙げた。

## 選出選手
| セントラル・リーグ | セントラル・リーグ | セントラル・リーグ | セントラル・リーグ | パシフィック・リーグ | パシフィック・リーグ | パシフィック・リーグ | パシフィック・リーグ |
| ------------------ | ------------------ | ------------------ | ------------------ | -------------------- | -------------------- | -------------------- | -------------------- |
| 監督               | 近藤貞雄           | 中日               |                    | 監督                 | 広岡達朗             | 西武                 |                      |
| コーチ             | 藤田元司           | 巨人               |                    | コーチ               | 大沢啓二             | 日本ハム             |                      |
| コーチ             | 安藤統男           | 阪神               |                    | コーチ               | 関口清治             | 近鉄                 |                      |
| 投手               | 西本聖             | 巨人               | 4                  | 投手                 | 江夏豊               | 日本ハム             | 16                   |
| 投手               | 江川卓             | 巨人               | 4                  | 投手                 | 森繁和               | 西武                 | 2                    |
| 投手               | 角三男             | 巨人               | 2                  | 投手                 | 松沼博久             | 西武                 | 3                    |
| 投手               | 松岡弘             | ヤクルト           | 8                  | 投手                 | 松沼雅之             | 西武                 | 3                    |
| 投手               | 梶間健一           | ヤクルト           | 4                  | 投手                 | 高橋直樹             | 西武                 | 6                    |
| 投手               | 北別府学           | 広島               | 5                  | 投手                 | 間柴茂有             | 日本ハム             | 2                    |
| 投手               | 津田恒美           | 広島               | 初                 | 投手                 | 鈴木啓示             | 近鉄                 | 14                   |
| 投手               | 川口和久           | 広島               | 初                 | 投手                 | 今井雄太郎           | 阪急                 | 3                    |
| 投手               | 小林繁             | 阪神               | 8                  | 投手                 | 水谷則博             | ロッテ               | 2                    |
| 投手               | 斉藤明夫           | 大洋               | 4                  | 投手                 | 山内和宏             | 南海                 | 初                   |
| 投手               | 牛島和彦           | 中日               | 初                 | 投手                 | 山内孝徳             | 南海                 | 2                    |
| 捕手               | 山倉和博           | 巨人               | 3                  | 捕手                 | 香川伸行             | 南海                 | 初                   |
| 捕手               | 笠間雄二           | 阪神               | 初                 | 捕手                 | 梨田昌崇             | 近鉄                 | 5                    |
| 捕手               | 達川光男           | 広島               | 初                 | 捕手                 | 中沢伸二             | 阪急                 | 6                    |
| 一塁手             | 中畑清             | 巨人               | 3                  | 一塁手               | 田淵幸一             | 西武                 | 11                   |
| 二塁手             | 篠塚利夫           | 巨人               | 2                  | 二塁手               | 大石大二郎           | 近鉄                 | 2                    |
| 三塁手             | 原辰徳             | 巨人               | 3                  | 三塁手               | 羽田耕一             | 近鉄                 | 3                    |
| 遊撃手             | 河埜和正           | 巨人               | 4                  | 遊撃手               | 石毛宏典             | 西武                 | 3                    |
| 内野手             | 高橋慶彦           | 広島               | 3                  | 内野手               | 山崎裕之             | 西武                 | 11                   |
| 内野手             | 衣笠祥雄           | 広島               | 9                  | 内野手               | スティーブ           | 西武                 | 初                   |
| 内野手             | 掛布雅之           | 阪神               | 8                  | 内野手               | 高代延博             | 日本ハム             | 3                    |
| 内野手             | 高木豊             | 大洋               | 初                 | 内野手               | 落合博満             | ロッテ               | 3                    |
| 内野手             | 谷沢健一           | 中日               | 8                  | 内野手               | 松永浩美▲            | 阪急                 | 初                   |
| 外野手             | 松本匡史           | 巨人               | 3                  | 外野手               | 福本豊               | 阪急                 | 13                   |
| 外野手             | 山本浩二           | 広島               | 11                 | 外野手               | テリー               | 西武                 | 初                   |
| 外野手             | 田尾安志           | 中日               | 4                  | 外野手               | 島田誠               | 日本ハム             | 5                    |
| 外野手             | 若松勉             | ヤクルト           | 10                 | 外野手               | 大田卓司             | 西武                 | 3                    |
| 外野手             | 大島康徳           | 中日               | 3                  | 外野手               | 簑田浩二             | 阪急                 | 2                    |
|                    |                    |                    |                    | 外野手               | 門田博光             | 南海                 | 8                    |

- 太字はファン投票で選ばれた選手。▲は出場辞退選手発生による補充選手。

## 試合結果

### 第1戦
|      | 1 | 2 | 3 | 4 | 5 | 6 | 7 | 8 | 9 | R | H | E |
| ---- | - | - | - | - | - | - | - | - | - | - | - | - |
| 全パ | 2 | 2 | 0 | 0 | 0 | 1 | 0 | 0 | 0 | 5 | 7 | 0 |
| 全セ | 0 | 0 | 0 | 1 | 0 | 0 | 0 | 2 | 0 | 3 | 8 | 0 |

1. パ：○松沼博（西）、間柴（日）、森（西）、山内孝（南）、S江夏（日）－香川（南）、梨田（近）
2. セ：●松岡（ヤ）、梶間（ヤ）、西本（巨）、斉藤（洋）－山倉（巨）、達川（広）
3. 勝利：松沼博（1勝）
4. セーブ：江夏 (1S)
5. 敗戦：松岡（1敗）
6. 本塁打
パ：門田（南）1号（2ラン・松岡）・2号（ソロ・西本）、テリー（西）1号（ソロ・松岡）、大石（近）1号（ソロ・松岡）
セ：山本浩（広）1号（ソロ・間柴）・2号（2ラン・山内孝）
7. 審判
［球審］大里（セ）
［塁審］前川（パ）・富沢（セ）・村越（パ）
［外審］佐藤（セ）・大野（パ）
8. 試合時間：2時間21分

#### オーダー
| パシフィック | パシフィック | パシフィック |
| 打順         | 守備         | 選手         |
| ------------ | ------------ | ------------ |
| 1            | [右]         | 島田誠       |
| 2            | [中]         | 福本豊       |
| 3            | [三]         | スティーブ   |
| 4            | [指]         | 門田博光     |
| 5            | [一]         | 落合博満     |
| 6            | [左]         | テリー       |
| 7            | [捕]         | 香川伸行     |
| 8            | [遊]         | 石毛宏典     |
| 9            | [二]         | 大石大二郎   |
|              | [投]         | 松沼博久     |

| セントラル | セントラル | セントラル |
| 打順       | 守備       | 選手       |
| ---------- | ---------- | ---------- |
| 1          | [遊]       | 高橋慶彦   |
| 2          | [中]       | 松本匡史   |
| 3          | [右]       | 若松勉     |
| 4          | [左]       | 山本浩二   |
| 5          | [一]       | 掛布雅之   |
| 6          | [三]       | 原辰徳     |
| 7          | [二]       | 篠塚利夫   |
| 8          | [捕]       | 山倉和博   |
| 9          | [投]       | 松岡弘     |

### 第2戦
|      | 1 | 2 | 3 | 4 | 5 | 6 | 7 | 8 | 9 | R | H | E |
| ---- | - | - | - | - | - | - | - | - | - | - | - | - |
| 全セ | 1 | 0 | 0 | 0 | 0 | 0 | 0 | 2 | 0 | 3 | 4 | 3 |
| 全パ | 1 | 0 | 0 | 1 | 0 | 1 | 0 | 1 | X | 4 | 7 | 0 |

1. セ：小林（神）、川口（広）、牛島（中）、●角（巨）－笠間（神）、山倉
2. パ：山内和（南）、水谷（ロ）、○松沼雅（西）、江夏－香川、中沢（急）、梨田
3. 勝利：松沼雅（1勝）
4. セーブ：江夏 (2S)
5. 敗戦：角（1敗）
6. 本塁打
セ：山本浩3号（2ラン・松沼雅）
パ：落合（ロ）1号（ソロ・川口）
7. 審判
［球審］牧野（パ）
［塁審］佐藤（セ）・大野（パ）・井上（セ）
［外審］村越（パ）・大里（セ）
8. 試合時間：2時間34分

#### オーダー
| セントラル | セントラル | セントラル |
| 打順       | 守備       | 選手       |
| ---------- | ---------- | ---------- |
| 1          | [遊]       | 高橋慶彦   |
| 2          | [中]       | 松本匡史   |
| 3          | [三]       | 掛布雅之   |
| 4          | [左]       | 山本浩二   |
| 5          | [一]       | 原辰徳     |
| 6          | [右]       | 田尾安志   |
| 7          | [二]       | 篠塚利夫   |
| 8          | [捕]       | 笠間雄二   |
| 9          | [投]       | 小林繁     |

| パシフィック | パシフィック | パシフィック |
| 打順         | 守備         | 選手         |
| ------------ | ------------ | ------------ |
| 1            | [中]         | 福本豊       |
| 2            | [右]         | 簑田浩二     |
| 3            | [三]         | スティーブ   |
| 4            | [指]         | 門田博光     |
| 5            | [一]         | 落合博満     |
| 6            | [左]         | テリー       |
| 7            | [捕]         | 香川伸行     |
| 8            | [二]         | 山崎裕之     |
| 9            | [遊]         | 石毛宏典     |
|              | [投]         | 山内和宏     |

### 第3戦
|      | 1 | 2 | 3 | 4 | 5 | 6 | 7 | 8 | 9 | R | H | E |
| ---- | - | - | - | - | - | - | - | - | - | - | - | - |
| 全パ | 0 | 0 | 0 | 1 | 0 | 1 | 0 | 0 | 2 | 4 | 4 | 0 |
| 全セ | 0 | 0 | 0 | 0 | 1 | 0 | 0 | 0 | 0 | 1 | 7 | 0 |

1. パ：鈴木（近）、高橋直（西）、○森、今井（急）、江夏－梨田、中沢、香川
2. セ：津田（広）、北別府（広）、●江川（巨）、角－達川、山倉
3. 勝利：森（1勝）
4. 敗戦：江川（1敗）
5. 本塁打
パ：落合2号（ソロ・北別府）・3号（2ラン・角）、福本（急）1号（ソロ・江川）
6. 審判
［球審］井上（セ）
［塁審］村越（パ）・大里（セ）・前川（パ）
［外審］佐藤（セ）・牧野（パ）
7. 試合時間：2時間24分

#### オーダー
| パシフィック | パシフィック | パシフィック |
| 打順         | 守備         | 選手         |
| ------------ | ------------ | ------------ |
| 1            | [中]         | 福本豊       |
| 2            | [右]         | 島田誠       |
| 3            | [三]         | スティーブ   |
| 4            | [指]         | 門田博光     |
| 5            | [一]         | 落合博満     |
| 6            | [左]         | テリー       |
| 7            | [捕]         | 梨田昌崇     |
| 8            | [遊]         | 石毛宏典     |
| 9            | [二]         | 大石大二郎   |
|              | [投]         | 鈴木啓示     |

| セントラル | セントラル | セントラル |
| 打順       | 守備       | 選手       |
| ---------- | ---------- | ---------- |
| 1          | [遊]       | 高橋慶彦   |
| 2          | [中]       | 松本匡史   |
| 3          | [三]       | 衣笠祥雄   |
| 4          | [左]       | 山本浩二   |
| 5          | [二]       | 原辰徳     |
| 6          | [右]       | 大島康徳   |
| 7          | [一]       | 中畑清     |
| 8          | [捕]       | 達川光男   |
| 9          | [投]       | 津田恒美   |

## テレビ・ラジオ中継

### テレビ中継
- 第1戦:7月23日
  - フジテレビ
    - 実況：盛山毅 ゲスト解説：平松政次（大洋）、大杉勝男（ヤクルト）
    - この日は土曜日であり、放送枠は18:30 - 20:54だったため、18:30の『未来警察ウラシマン』、19:00の『クイズ!知ッテレQ』、19:30の『タイムボカンシリーズ イタダキマン』、20:00の『オレたちひょうきん族』が全て休止。この時期の『タイムボカンシリーズ』は土曜19:30だったため、同シリーズがオールスター戦で休止になるのは史上初（番組自体は公式戦の中継で何回か休止）、そして同シリーズが土曜18:30時代だった時期はオールスター戦で休止になったことは1度もないため、『ウラシマン』の休止は同枠アニメでは史上初である。

  - NHK総合（中継録画・スポーツアワーに内包） 実況：土門正夫 解説：星野仙一
- 第2戦:7月24日
  - 関西テレビ≪フジテレビ系列≫ 
    - 実況：馬場鉄志 解説：西本幸雄 ゲスト解説：山田久志（阪急）、藤田平（阪神）
    - ゲスト:早見優
    - リポーター：米田哲也、吉田義男　監督およびヒーローインタビュー馬場鉄志
    - この日は日曜日であるため、19:00の『さすがの猿飛』、19:30の『世界名作劇場 アルプス物語 わたしのアンネット』、20:00の『オールスター家族対抗歌合戦』が全て休止。19:00アニメや『世界名作劇場』『家族対抗歌合戦』は、ヤクルトが初の日本一（1978年）になった翌年の1979年から、プロ野球中継で休止になったことは時々あるが、オールスター戦での休止はこれが史上初[2]。

  - NHK総合（中継録画・スポーツアワーに内包） 実況：土門正夫 解説：高田繁
- 第3戦：7月26日
  - 広島テレビ≪日本テレビ系列≫ 
    - 実況：加藤進（広島テレビ） 解説：村山実 ゲスト解説：古葉竹識（広島監督）
    - リポーター：浅見源司郎（日本テレビ・セ・リーグサイド）、佐藤忠功（よみうりテレビ・パ・リーグサイド）、監督およびヒーローインタビュー脇田義信
    - 広島テレビがオールスターゲームで日本テレビ系向けの制作・放送を行うのは初めてだったが[3]、同時に自社の主管制作で中継したのはこれが最後となった。これ以後の広島開催時は1991年まで日本テレビ主管制作、広島テレビ制作協力（1991年の様にクレジット上は2局共同での製作著作の場合もあり）の形式で中継された。

  - NHK総合（中継録画・スポーツアワーに内包） 実況：土門正夫 解説：広瀬叔功 ゲスト解説：村上雅則

### ラジオ中継
- 第1戦:7月23日
  - NHKラジオ第1 実況：羽佐間正雄 解説：加藤進、川上哲治
  - TBSラジオ（JRN） 実況：石川顕 解説：稲尾和久、張本勲
  - 文化放送（NRN） 実況：戸谷真人 解説：別所毅彦、森本潔
  - ニッポン放送（毎日放送との2局ネット） 実況：深澤弘 解説：金田正一 ゲスト：野口五郎
  - ラジオ日本（独立系） 実況：島碩弥、早川建二
  - ラジオたんぱ（現・ラジオNIKKEI）第1放送 キャスター：水野尚美
- 第2戦:7月24日
  - NHKラジオ第1 実況：西田善夫 解説：広瀬叔功、鶴岡一人
  - TBSラジオ（JRN／朝日放送制作） 実況：黒田昭夫 解説：張本勲、稲尾和久
  - 文化放送（NRN／ラジオ大阪制作） 実況：高橋征二 解説：辻佳紀、豊田泰光
  - ニッポン放送（毎日放送制作） 実況：結城哲郎 解説：江本孟紀、長池徳士 ゲスト解説：平松政次
  - ラジオ日本（独立系） 実況：内藤幸位、山田健人
  - ラジオたんぱ第1放送 キャスター：ウェイン・グラシック ゲスト解説：ジム・ライトル（南海）[4]
- 第3戦:7月26日
  - NHKラジオ第1 実況：島村俊治 解説：高田繁、星野仙一
  - TBSラジオ（JRN／中国放送制作） 実況：山本昭 解説：張本勲、大石清
  - 文化放送（独自） 実況：坂信一郎
  - ニッポン放送（NRN） 実況：胡口和雄 解説：江本孟紀
  - ラジオ日本（独立系） 実況：島碩弥、早川建二
  - ラジオ大阪（ローカル）解説：辻佳紀